# Higuchi Kiichiro
Higuchi Kiichiro (樋口 季一郎 Thông Khẩu Quý Nhất Lang), (sinh ngày 20 tháng 8 năm 1888, mất ngày 11 tháng 10 năm 1970), là một Trung tướng thuộc Lục quân Đế quốc Nhật Bản, tham gia Chiến tranh thế giới thứ hai.

## Tiểu sử
Higuchi sinh ra ở thành phố Minamiawaji đảo Awaji, tỉnh Hyōgo, là con cả trong chín anh chị em. Năm ông mười một tuổi, cha mẹ ông li dị và ông được gia đình mẹ nuôi dưỡng. Ông tốt nghiệp khóa 21 Trường Sĩ quan Lục quân và khóa 30 Đại học Lục quân. Ông được gửi đến Ba Lan với vai trò tùy viên quân sự, khi là một hạ sĩ quan. Do tiếng Nga của ông tốt, nên ông được chuyển lên Mãn Châu làm việc tại bản doanh Đạo quân Quan Đông. Higuchi là sĩ quan thân cận của tướng Anami Korechika và Ishiwara Kanji.
Từ năm 1933 - 1935, ông chỉ huy Trung đoàn Bộ binh 41. Từ năm 1935- 1937, ông là tham mưu trưởng Sư đoàn 3. Năm 1937, ông đi cùng với phái đoàn quân sự đến Đức.
Năm 1938, ông lên chức Thiếu tướng và chỉ huy lực lượng đặc biệt Cáp Nhĩ Tân. Ông cho phép khoảng người tị nạn Do Thái vượt biên giới từ Liên Xô đến Mãn Châu quốc, khi họ trốn thoát khỏi Đức Quốc xã. Đại tá Norihiro Yasue, một trong những cấp dưới của ông, chịu trách nhiệm nuôi dưỡng những người tị nạn, giải quyết chỗ ở cho họ ở Cáp Nhĩ Tân hay Thượng Hải, hoặc thu xếp cho họ xuất cảnh.
Được triệu về Nhật Bản vào cuối năm 1938, Higuchi làm việc ở Bộ Tổng Tham mưu Lục quân Đế quốc Nhật Bản trong thời gian ngắn, sau đó chỉ huy Sư đoàn 9.
Năm 1942, ông lên chức Trung tướng và chỉ huy Phương diện quân 5 (Lục quân Đế quốc Nhật Bản), bản doanh tại Sapporo. Ông tham gia cuộc tấn công đảo Aleutian, bao gồm cả các cuộc bại trận trên đảo Attu và Kiska.
Sau đó, ông chỉ huy Bắc Bộ quân, tổ chức phòng thủ ở miền bắc Nhật Bản chống lại các cuộc tấn công của quân Đồng Minh, củng cố đảo Shumshu trong chuỗi quần đảo phía bắc Kurile và Karafuto.

### Sách
- Glantz, David (2003). The Soviet Strategic Offensive in Manchuria, 1945: 'August Storm'. Routledge. ISBN 0714652792.
- Tokayer, Rabbi Marvin (2004). The Fugu Plan: The Untold Story Of The Japanese And The Jews During World War II. Gefen Publishing House. ISBN 9652293296.
- Yamamuro, Shinichi (2005). Manchuria Under Japanese Domination. University of Pennsylvania Press. ISBN 0812239121.